# Forever Free (Saxon)
Forever Free è l'undicesimo album dei Saxon, uscito nel 1992 per l'Etichetta discografica Virgin Records e EMI.

## Il disco
La canzone Iron Wheels è dedicata al padre di Biff Byford; inoltre parte del testo è ripreso da Calm Before the Storm, presente su Destiny e già dedicata al defunto padre del cantante.

## Tracce
1. Forever Free (Oliver/Quinn/Byford) - 4:57
2. Hole in the Sky (Oliver/Quinn/Carter/Byford) - 4:42
3. Just Wanna Make Love to You (W. Dixon) - 3:54
4. Get Down and Dirty (Oliver/Byford/Glockler) - 5:05
5. Iron Wheels (Glockler/Byford) - 4:12
6. One Step Away (Quinn/Byford/Glockler) - 4:57
7. Can't Stop Rockin' (Quinn/Byford) - 4:03
8. Nighthunter (Carter/Quinn/Byford) - 3:22
9. Grind (Oliver/Quinn/Byford) - 4:23
10. Cloud Nine (Glockler/Carter/Byford) - 4:36

## Formazione
- Biff Byford - voce
- Graham Oliver - chitarra
- Paul Quinn - chitarra
- Nibbs Carter - basso
- Nigel Glockler - batteria

## Membri Esterni
- Gigi Skokan, Nasco - Programmazione e tastiere